# Reinhard Traub
Reinhard Traub ist ein Lichtdesigner, der an bedeutenden Opernhäusern arbeitet.

## Leben
Reinhard Traub absolvierte Ausbildungen als Grafik-Designer und als Berufspilot.

## Schaffen
Von 1980 bis 1985 war er Assistent von Chenault Spence und wirkte anschließend als Lichtdesigner von zwei Welttourneen: Duke Ellingtons Sophisticated Ladies und Hammersteins/Bizets Carmen Jones. Seit der Saison 1992/93 war er an den Grazer Oper tätig, in den Spielzeiten 2006/07 bis 2021/22 war er Leiter der Beleuchtungsabteilung der Staatstheater Stuttgart.
Als Lichtdesigner wirkte Traub an den Opernhäusern von Zürich, London, Paris, Brüssel, Amsterdam, Barcelona, Berlin und Hamburg, am Burgtheater und bei den Salzburger Festspielen, im Theater an der Wien und beim Glyndebourne Festival, am Hamburger Thalia-Theater und an der Volksbühne Berlin. Langjährige Zusammenarbeit verbindet Traub mit der Bayerischen Staatsoper in München, an der er das Lichtdesign für acht Produktionen übernahm: Don Giovanni, Macbeth, Il turco in Italia, Roberto Devereux mit der Gruberová, Fidelio, Rusalka, Saul, sowie La forza del destino.
Reinhard Traub war auch in Tokyo, Hong Kong, Singapur und Montreal tätig. Zu den Regisseuren, mit denen er vornehmlich zusammen arbeitet, zählen David Alden, Calixto Bieito, Peter Konwitschny, Johann Kresnik, Stephen Lawless, G. H. Seebach und Daniel Slater sowie die Choreographen Christian Spuck und Reinhild Hoffmann. Besonders ertragreich war die Kooperation mit Martin Kušej für dessen Salzburger Schauspielproduktionen von König Ottokars Glück und Ende (2005) und Höllenangst (2006) Traub das Lichtdesign verantwortete. Mit Kušej arbeitete Traub auch in der Oper intensiv zusammen – 1998 Al gran sole carico d’amore (Stuttgart), 2003 La clemenza di Tito und 2006 Don Giovanni (beide in Salzburg), 2006 Carmen (Berlin), 2009 Lady Macbeth von Mzensk (Paris, Madrid), 2010 Der fliegende Holländer (Amsterdam).
2016 wurde bekannt gegeben, dass Traub 2017 das Lichtdesign für die Aida bei den Salzburger Festspielen verantworten wird. Ein weiterer wichtiger Auftrag war das Lichtdesign für die Oper Lohengrin bei den Bayreuther Festspielen 2018.
Seit Herbst 2001 unterrichtete Traub an der Staatlichen Akademie der Bildenden Künste in Stuttgart. Diese Tätigkeit endete 2015.

## Werke (Auswahl)
- 2002 Die Liebe der Danae – Regie: Günter Krämer, Salzburger Festspiele
- 2009 Don Giovanni – Regie: Stephan Kimmig, Bayerische Staatsoper, München
- 2009 Lulu – Regie: Christof Loy, Royal Opera House, London und Teatro Real, Madrid
- 2009 Rigoletto – Regie: Mariame Clément, Nancy und Caen
- 2010 Nabucco – R: E Linton, Königliche Oper Kopenhagen
- 2013 La Forza del destino von Giuseppe Verdi, Bayerische Staatsoper München, Musikalische Leitung: Asher Fisch, Regie: Martin Kušej
- 2019: Carmen, von Georges Bizet, Nationaltheater Mannheim[2]
- 2020: Norma, von Vincenzo Bellini, Staatsoper Hamburg[3]

## Dokumentarfilm
- Die singende Stadt (D 2011), Regie: Vadim Jendreyko